# Зендек
Зендек (пол. Zendek) — село в Польщі, у гміні Ожаровиці Тарноґурського повіту Сілезького воєводства.
Населення — 1105 осіб (2011).
У 1975-1998 роках село належало до Катовицького воєводства.

## Демографія
Демографічна структура станом на 31 березня 2011 року:
|          | Загалом | Допрацездатний вік | Працездатний вік | Постпрацездатний вік |
| -------- | ------- | ------------------ | ---------------- | -------------------- |
| Чоловіки | 535     | 91                 | 384              | 60                   |
| Жінки    | 570     | 102                | 328              | 140                  |
| Разом    | 1105    | 193                | 712              | 200                  |